# 阿莱拉克 (上卢瓦尔省)
阿莱拉克（法語：Alleyrac，法語發音：[alɛʁak]）是法国上卢瓦尔省的一个市镇，属于勒皮区。

## 地理
阿莱拉克（44°53'25"N, 3°59'11"E）面积11.34 平方千米，位于法国奥弗涅-罗讷-阿尔卑斯大区上盧瓦爾省，该省份为法国中南部省份，北起多姆山省和卢瓦尔省，西接康塔爾省，南至洛泽尔省，东临阿尔代什省。
与阿莱拉克接壤的市镇（或旧市镇、城区）包括：加泽耶河畔勒莫纳斯捷、普雷萨耶、圣马丹德菲热尔、萨莱特。

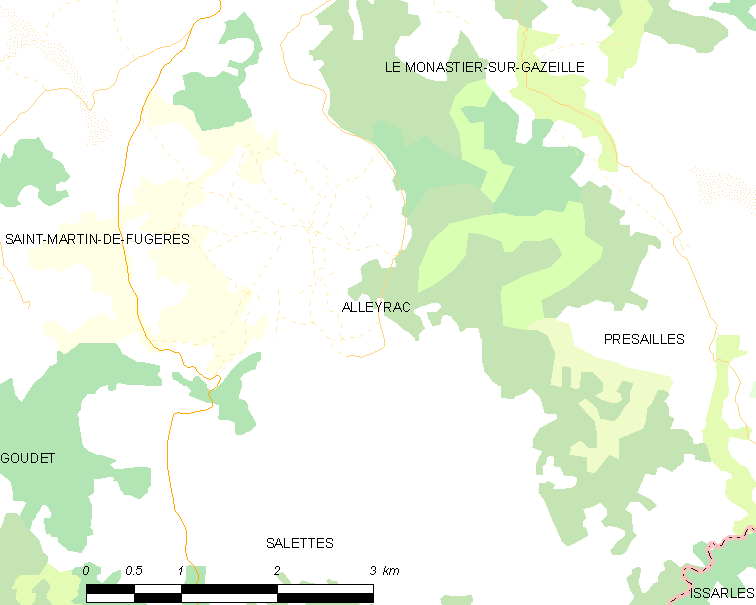
的OSM定位图

阿莱拉克的时区为UTC+01:00、UTC+02:00（夏令时）。

## 行政
阿莱拉克的邮政编码为43150，INSEE市镇编码为43004。

## 政治
阿莱拉克所属的省级选区为梅藏县。

## 人口

1962-2008年间人口变化图示

阿莱拉克于2022年1月1日时的人口数量为118人。